# Dublinčani (Joyce)
Dublinčani (izvirno angleško Dubliners) je zbirka petnajstih kratkih zgodb irskega pisatelja Jamesa Joycea, ki je  izšla leta 1914. Čeprav je zgodbe napisal že leta prej, ko jih je začel ponujati založbam (prvič leta 1905), ga je ogromno založb zavrnilo. To je njegovo prvo objavljeno delo. 
Joyce je štel šele triindvajset let, a je bil že pri tej starosti popolnima naveličan Dublina in je verjel, da bo s to zbirko pokazal vso moralno spornost in brezperspektivnost Irske, ki jo je nato samo še stopnjeval v svojih prihodnjih knjigah kot tudi v svoji največji knjigi Ulikses.  
Zgodbe nazorno prikazujejo vsakdanje preživetje ljudi srednjega sloja v pisateljevem rojstnem mestu v začetku 20. stoletja. 
Slovenski prevod je prvič izšel pod naslovom Ljudje iz Dublina  (zgodbe je takrat prevedel Herbert Grün, stihe pa Janez Menart) leta 1955. Leta 2012 je s spremno besedo, ki jo je napisal Uroš Mozetič, novi prevod v slovenščino pripravila Tina Mahkota, izdala je pa založba Mladinska knjiga. Prevajalka je za ta prevod leta 2013 dobila Sovretovo nagrado. »Z novim prevodom Dublinčanov je slovenski bralec končno dobil tudi tak prevod Joyceove mojstrovine, kot izvirniku gre,«  je svojo odločitev utemeljila strokovna žirija. Prevajalka je o aktualnem prevodu Dublinčanov, prvem po 57 letih, povedala, da »njen prevod morda bolj strogo sledi izvirniku, saj je bilo v vmesnem času o Dublinčanih in prehodu iz naturalizma v tok zavesti napisanega veliko, precej pa so se spremenili tudi prevajalski prijemi in viri.« 

## Seznam zgodb
- Sestri
- Srečanje
- Arabija
- Eveline
- Po dirki
- Dva galantneža
- Penzion
- Oblaček
- Inačice
- Glina
- Mučen primer
- Bršljanov dan v sobi odbora
- Mati
- Milost
- Mrtvi

## Vsebina
Sestri
Prvoosebni pripovedovalec Jack hodi mimo hiše patra Flynna in razmišlja o njegovi bližajoči se smrti, ob hoji pa mu v glavi odzvanja beseda paraliza. Doma pri večerji izve novico o patrovi smrti, družini jo pove družinski prijatelj Cotter, ki je mnenja, da bi se Jack moral družiti z osebami svojih let in ne s patrom, saj je imel ta nanj slab vpliv. Jack zvečer razmišlja o Cotterjevih besedah ter sanja o starem patru, naslednji dan pa obišče njegovo hišo in obuja spomine nanj.
Drugi del zgodbe se dogaja v patrovem domu, v hiši žalosti, kjer Jack, njegova teta ter sestri Eliza in Nannie, ki sta skrbeli za patra, molijo ob truplu ter se pogovarjajo o umrlem. Obžalujejo, ker ga ni več. Sestri se spominjata, da je bil pater proti koncu svojega življenja vedno bolj čuden ter bolehen in skupaj pridejo do spoznanja, da je bil v času življenja blazen; dolžnosti duhovniške službe so bile zanj prehude.
Srečanje
Spremljamo zgodbo dečkov: prvoosebnega pripovedovalca, bratov Joea in Lea Dillona ter Mahoneya, ki so navdušeni nad zgodbami o divjem zahodu ter se igrajo dogodivščine Indijancev. Med poletnimi počitnicami se trije odločijo se za enodnevni potep, kamor odideta le pripovedovalec in Mahoney, Leo Dillon se ne prikaže. Na izletu se fanta igrata ter pohajkujeta, gresta do reke in morja, poobedujeta in se preko polja odpravita domov. 
Sredi polja se jima približa nenavaden gospod in ju ogovori; sprva spregovori o vremenu, šoli in literaturi ter nazadnje o dekletih, ki jih rad gleda ter se jih dotika. Po tem se obrne ter masturbira nekaj metrov stran, o čemer lahko bralci le sklepamo, saj ni izrecno napisano, kaj počne. Ko se vrne, govori o tem, kako je treba dečke pretepati. Mahoney odide, tudi pripovedovalec se vznemiri ter najde izgovor za odhod in steče stran.
Arabija
Fant živi v hiši na ulici, kjer se pogosto igra s prijatelji. Všeč mu je dekle, sestra njegovega prijatelja Maugana. Pogosto misli nanjo, dekle prvič spregovori z njim in ga vpraša, če gre v Arabijo (prestižno ime za bazar). Fant ji obljubi, da ji, če pojde, kaj prinese z bazarja. Odslej ves čas misli nanjo, doma se s stricem in teto dogovori, da gre lahko v soboto zvečer na bazar. Na dan bazarja stric zamuja domov, zato odide fantič na bazar zelo pozno, tja pa se pelje z vlakom. Ko prispe, je razočaran, saj je večina stojnic že zaprtih, ljudje so že odšli domov. Ničesar ne kupi, je jezen in zmeden.

## Stil
Zgodbe so bile napisane v času, ko sta bila irski nacionalizem in njihovo iskanje lastne identitete na vrhuncu, kar skozi hiperbolične dogodke in opise odseva tudi v likih, pri katerih pride do nenadnega spoznanja oziroma razsvetljenja. Pisatelj je hotel skozi pripovedne osebe povedati vse tisto, kar ga je iz domovine pognalo v tujino, kjer je preživel večino svojega življenja. James Joyce je večino knjige o Dublinu napisal v Trstu, kljub temu pa so njegovi opisi tako natančni in še danes držijo, da jo lahko beremo z najnovejšim zemljevidom irskega glavnega mesta v rokah.
Zbirko imamo lahko za do neke mere (avto)biografsko, saj glavni liki temeljijo na resničnih osebah. Začetne zgodbe prvoosebno pripoveduje otrok, kaj kmalu pa se opazi jasna tridelna struktura zgodb. Razdeljene so v otroštvo – mladost/adolescenca – odraslost, potem se pa nadaljuje s starejšimi ljudmi kot glavnimi liki, ki se potem pojavljajo tudi v nekaterih drugih, kasneje napisanih knjigah.
V zgodbah se zrcalijo vse prvine njegovega poznejšega sloga, torej eksperimentiranje s formo in jezikom, mnogoterost aluzij in referenc, časovna razdrobljenost pripovedi, odprti in dvoumni konci ter vse bolj očitna vpeljava subjektivne pripovedi, ki je bila tipična joyceovska noviteta.